# Sonja Wiedemann
Sonja Wiedemann (ur. 8 września 1977 w Monachium) – niemiecka saneczkarka, mistrzyni świata, medalistka mistrzostw Europy.

## Kariera sportowa
W reprezentacji Niemiec startowała od 1999. W mistrzostwach świata wystąpiła dwukrotnie, za każdym razem zdobywając medal w jedynkach. W 1999 odniosła największy sukces w karierze zostając mistrzynią świata. W 2000 zdobyła brąz. W mistrzostwach Europy brała udział jeden raz, w 2000, zajmując czwarte miejsce indywidualnie oraz zdobywając srebro w drużynie mieszanej. Jej największym osiągnięciem w klasyfikacji generalnej Pucharu Świata było czwarte miejsce w sezonie 2000/2001. Na swoim koncie ma trzy wygrane zawody oraz sześć miejsc na podium.
W 2005 roku zakończyła karierę.

## Osiągnięcia

### Mistrzostwa świata
| Rok  | Miejsce      | Jedynki |
| ---- | ------------ | ------- |
| 1999 | Königssee    | 1.      |
| 2000 | Sankt Moritz | 3.      |

### Mistrzostwa Europy
| Rok  | Miejsce    | Jedynki | Drużyna mieszana |
| ---- | ---------- | ------- | ---------------- |
| 2000 | Winterberg | 4.      | 2.               |

### Puchar Świata

#### Miejsca w klasyfikacji generalnej
| Sezon     | Miejsce |
| --------- | ------- |
| 1998/1999 | 25.     |
| 1999/2000 | 5.      |
| 2000/2001 | 4.      |
| 2001/2002 | 25.     |
| 2004/2005 | 39.     |

#### Zwycięstwa
| Nr | Dzień             | Rok  | Miejscowość | 1. Zjazd | Wynik 1. | 2. Zjazd | Wynik 2. | Łączny czas  | Przypisy |
| -- | ----------------- | ---- | ----------- | -------- | -------- | -------- | -------- | ------------ | -------- |
| 1. | 11 - 12 grudnia   | 1999 | Calgary     | 44.904 s | 3.       | 45.009 s | 1.       | 1:29.913 min | -        |
| 2. | 13 - 14 stycznia  | 2001 | Innsbruck   | 40.461 s | 1.       | 40.617 s | 3.       | 1:21.078 min | -        |
| 3. | 24 - 25 listopada | 2001 | Lake Placid | 44.021 s | 1.       | 44.960 s | 2.       | 1:28.981 min | -        |

#### Miejsca na podium chronologicznie
| Nr | Dzień             | Rok  | Miejscowość | 1. Zjazd | Wynik 1. | 2. Zjazd | Wynik 2. | Łączny czas  | Lokata | Strata   | Zwycięzca       | Przypisy |
| -- | ----------------- | ---- | ----------- | -------- | -------- | -------- | -------- | ------------ | ------ | -------- | --------------- | -------- |
| 1. | 13 - 14 listopada | 1999 | Lillehammer | 49.077 s | 4.       | 49.647 s | 2.       | 1:38.724 min | 3.     | +0.957 s | Sylke Otto      | -        |
| 2. | 11 - 12 grudnia   | 1999 | Calgary     | 44.904 s | 3.       | 45.009 s | 1.       | 1:29.913 min | 1.     | -        | -               | -        |
| 3. | 13 - 14 stycznia  | 2001 | Innsbruck   | 40.461 s | 1.       | 40.617 s | 3.       | 1:21.078 min | 1.     | -        | -               | -        |
| 4. | 20 - 21 stycznia  | 2001 | Altenberg   | 53.853 s | 4.       | 54.002 s | 3.       | 1:47.855 min | 3.     | +0.846 s | Sylke Otto      | -        |
| 5. | 10 - 11 lutego    | 2001 | Park City   | 43.439 s | 2.       | 43.628 s | 3.       | 1:27.067 min | 2.     | +0.267 s | Sylke Kraushaar | -        |
| 6. | 24 - 25 listopada | 2001 | Lake Placid | 44.021 s | 1.       | 44.960 s | 2.       | 1:28.981 min | 1.     | -        | -               | -        |